# Кунпхо
Кунпхо́ (кор. 군포시?, 軍浦市?, Gunpo-si) — город в провинции Кёнгидо, Южная Корея.

## История
Человеческие поселения были известны на территории Кунпхо с древнейших времён. К периоду государства Объединённое Силла относятся уезды Юльмок (475), Юльджин (757) и Кваджу (940). В эпоху династии Корё здесь располагался уезд Кваджу. При династии Чосон, с 1413 года территория входила в состав хёна Квачхон, а с 1914 года — в состав уезда Сихын. В 1979 году Кунпхо стал административной единицей статуса ып, а в 1989 получил статус города (си).

## География
Находится между городами Сеул и Сувон, являясь городом-спутником Сеула. Граничит также с другими городами-сателлитами: в восточной стороне — Ыйван, в северной, по направлению к Сеулу — Аньян. При образовании город занимал всего 20,7 км², постепенно развиваясь, почти вдвое увеличил свою площадь. Ландшафт преимущественно равнинный с небольшими холмистыми участками. Административный район Санбон (산본동) граничит рядом с горным массивом Сурисан с четырьмя высокими пиками, самый высокий из них имеет высоту 489 м.
Климат Кунпхо муссонный. Гнс более коннтинентальными чертами, чем климат остальной части Корейского полуострова. Средняя температура января −3,2℃, средняя температура августа 26℃. Среднегодовое количество осадков — 1 284 мм.

## Административное деление
Кунпхо административно делится на 11 тон (дон). Данные о населении за 2005 год.
| Район         | Хангыль | Площадь, км² | Население, чел |
| ------------- | ------- | ------------ | -------------- |
| Кванджондон   | 광정동  | 1,03         | 25 654         |
| Куннэдон      | 궁내동  | 1,82         | 23 769         |
| Кунпхо-идон   | 군포2동 | 5,77         | 12 211         |
| Кунпхо-ильдон | 군포1동 | 3,84         | 24 297         |
| Кымджондон    | 금정동  | 9,76         | 21 053         |
| Огымдон       | 오금동  | 0,86         | 24 937         |
| Санбон-идон   | 산본2동 | 1,38         | 23 161         |
| Санбон-ильдон | 산본1동 | 0,81         | 24 067         |
| Суридон       | 수리동  | 2,91         | 19 361         |
| Тэядон        | 대야동  | 15,34        | 4 501          |
| Чэгундон      | 재궁동  | 0,7          | 27 914         |

## Туризм и достопримечательности
- Буддистский храм Суриса периода Силла, построенный в VI веке при ване Чинхыне (진흥왕) (539—575 гг. н. э.). Позднее был дважды полностью разрушен во времена японского вторжения в Корею в 1592 году и Корейской войны (1950—1953 год). Был восстановлен заново в 1955 году.[5]
- Лес в Токкогэ — девственный лес, находящийся под охраной властей города. Выиграл главный приз на третьем конкурсе лучших лесов страны. Здесь издревле проводились различные шаманские ритуалы. Возраст деревьев леса доходит до 200 лет.[6]
- Холм с азалиями в Суридоне — представляет собой холм, на котором высажено 90 тыс. цветов азалии и 30 тыс. цветов других видов.[6]
- Водохранилище Панвольхо — искусственный водоём, созданный в 1957 году. Имеет площадь в 46 тыс. га. Распространена рыбалка и экологический туризм.[7]
- Вишнёвая дорога — расположена недалеко от железнодорожной станции Кымджон, представляет собой дорогу, засаженную дикими вишнёвыми деревьями. Каждый год цвет вишни превращает эту дорогу в место паломничества туристов.[6]
- Кунпхо знаменит своей фольклорной музыкой, в частности, крестьянскими песнями Тондэ, а также шаманскими ритуалами, связанными с богом горы Сурисан.[8]

## Символы
Для привлечения туристов и придания городу особенного облика городскими властями популяризируется собственная эмблема города. Она представляет собой весёлого человечка, символизирующего здоровых и энергичных горожан, благодаря которым город процветает. Радостное выражение лица отоброжает гармонию среди которой они живут. Оранжевый цвет левой руки символизирует яркое будущее, в то время как зелёная правая рука — чистую окружающую среду.

## Известные уроженцы и жители
- Ким Джису — южнокорейская актриса и участница гёрл-группы Blackpink

## Города-побратимы
Города-побратимы Кунпхо согласно официальному сайту города:
Внутри страны
- Ечхон — с 1998
- Муан — с 1998
- Янъян — с 1999
- Пуё — с 1999
- Чхонъян — с 2003

За рубежом
- Беллевил, провинция Онтарио, Канада — с 1997
- Кларксвил, штат Теннесси, США — с 1999
- Грант, США — с 2003
- Ацуги, Япония — с 2004
- Цзяочжоу, провинция Шаньдун, Китай — с 2004 (статус дружественного города)